# Syarhey Ignatovich
Syarhey Ignatovich (tiếng Belarus: Сяргей Iгнатовiч; tiếng Nga: Серге́й Игнатович; sinh 26 tháng 6 năm 1992) là một cầu thủ bóng đá Belarus hiện tại thi đấu cho Dinamo Brest.